# Nîjnii Turiv, Turka
Nîjnii Turiv (în ucraineană Нижній Турів) este localitatea de reședință a comunei Nîjnii Turiv din raionul Turka, regiunea Liov, Ucraina.

## Demografie
Componența lingvistică a localității Nîjnii Turiv
     Ucraineană (100%)
Conform recensământului din 2001, toată populația localității Nîjnii Turiv era vorbitoare de ucraineană (100%).